# Norwalk (Iowa)
Norwalk is een plaats (city) in de Amerikaanse staat Iowa, en valt bestuurlijk gezien onder Warren County.

## Demografie
Bij de volkstelling in 2000 werd het aantal inwoners vastgesteld op 6884. In 2006 is het aantal inwoners door het United States Census Bureau geschat op 8246, een stijging van 1362 (19,8%).

## Geografie
Volgens het United States Census Bureau beslaat de plaats een oppervlakte van 17,6 km², waarvan 17,0 km² land en 0,6 km² water. Norwalk ligt op ongeveer 249 m boven zeeniveau.

## Plaatsen in de nabije omgeving
De onderstaande figuur toont nabijgelegen plaatsen in een straal van 16 km rond Norwalk.